# Puncakmanggis
Puncakmanggis is een bestuurslaag in het regentschap Sukabumi van de provincie West-Java, Indonesië. Puncakmanggis telt 4621 inwoners (volkstelling 2010).